# Sant Jaume de Peà
Sant Jaume de Peà o Sant Jaume de Pià és l'església parroquial del nucli de Peà que forma part de l'Inventari del Patrimoni Arquitectònic Català de Navès (Solsonès).

## Situació
Peà i la seva església es troben al sector central ponentí del terme municipal, enmig d'un pla a la carena de la serra que baixa de Guilanyà, al marge esquerre del Cardener, entre aquest i la rasa de Peà. L'indret és molt solitari i aïllat. Els edificis que componen el nucli, en estat ruïnós, encara es conserven dempeus i deixen entreveure pretèrits temps millors.
La ruta per anar-hi parteix de la carretera C-26 (de Solsona a Berga), al seu pas pel terme de Navès, al km. 114,2 (42° 00′ 05″ N, 1° 36′ 22″ E / 42.001501°N,1.606178°E). Aquí cal prendre la carretera a Besora i Busa. Carretera asfaltada i ben senyalitzada que se segueix fins que:
- Als 7,2 km. (42° 03′ 20″ N, 1° 36′ 33″ E / 42.055500°N,1.609270°E), en l'indret anomenat la Creu Roja, es deixa l'asfalt i es pren el trencall de l'esquerra. A partir d'aquí la pista és bastant deficient i es recomanable circular-hi en 4x4. Seguir sempre la pista principal, bastant evident. Es creua la rasa de Ventolrà i
- Als 10,6 km. (42° 03′ 43″ N, 1° 35′ 52″ E / 42.061869°N,1.597897°E) s'arriba a un coll del serrat dels Sarrions on hi ha un encreuament. Prendre la pista de la dreta que segueix en lleugera baixada i, després de creuar el torrent de Merlí, arriba a Peà.

## Descripció
Església romànica d'una nau orientada est-sud-est i l'absis rodó. Les seves mides són de 6x11,90 metres. La nau coberta amb volta de canó sobre repeu, té un arc presbiteral de mig punt. Porta al frontis de llinda no romànica, i contemporània de l'ull de bou monolític que té al damunt. Finestra al mig de l'absis, però tan sols en resta el bloc rectangular on hi ha l'arc monolític capalçat, a la sortida interior.

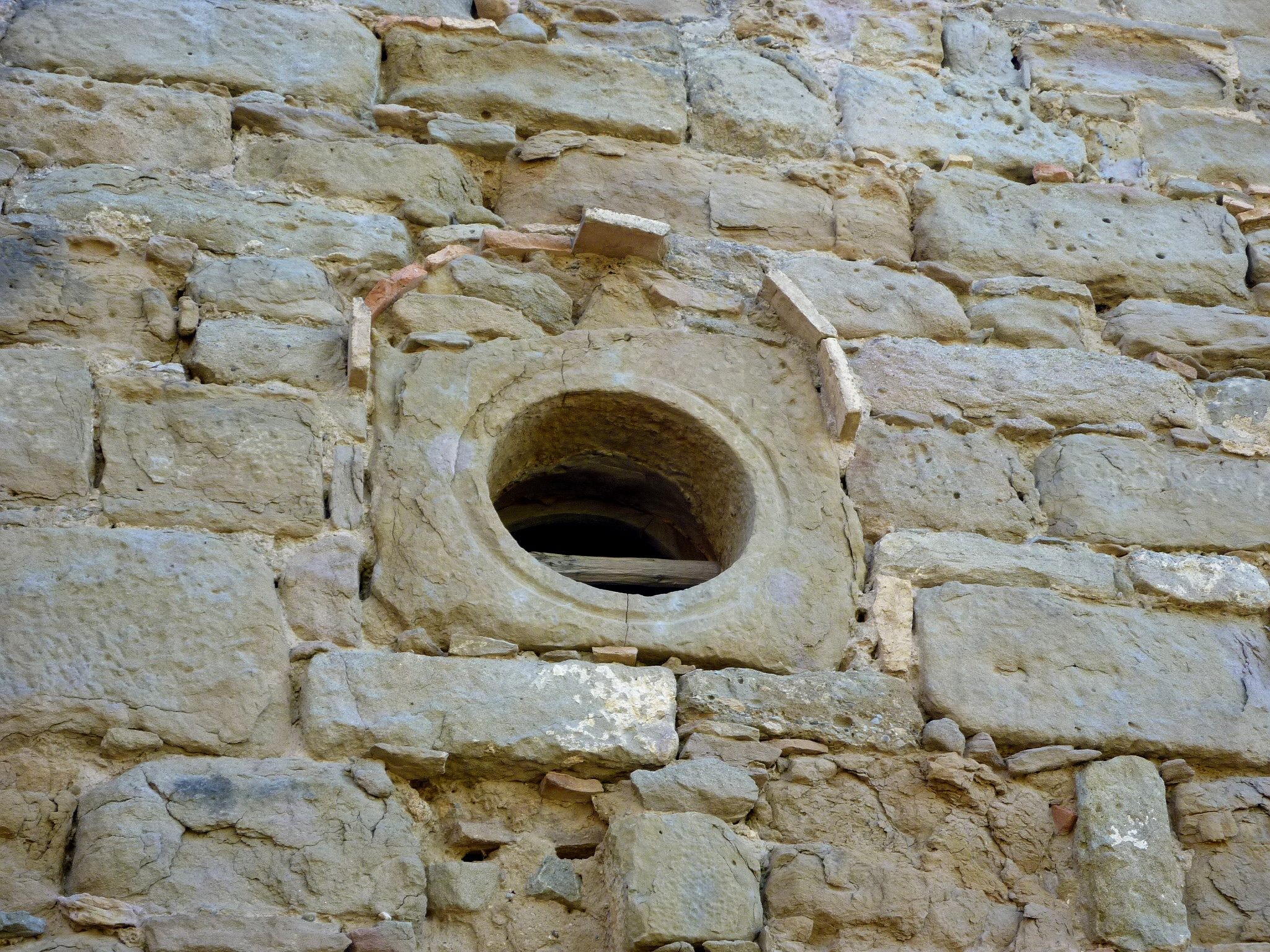
Ull de bou al frontis

El parament és de carreus en fileres. Revestiment exterior de l'absis derruït en part. Cornisa de pedres trapezoïdals amb bisell a l'absis. El mur de la nau, a l'exterior, ha estat lligat més tard per ambdós caps amb grans carreus en coixí. Aquests blocs són contemporanis de la porta de llinda.
A l'interior, damunt el repeu de la nau, hi ha una motllura de pedres trapezoïdals amb bisell.
L'any 2015 es va reconstruir el revestiment exterior de l'absis.

### Notícies històriques
Església no esmentada a l'Acta de Consagració i Dotació de la Catedral d'Urgell de l'any 839. Aquesta església era sufragània dels Torrents.